# 林锦珍
林锦珍（西班牙語：Any Lam Chong León；1990年—），巴拿马共和国外交官，华裔，祖籍广东中山，于2014年9月出任驻北京巴拿马—中国贸易发展办事处常驻代表。2017年6月13日，巴拿马共和国政府与中华人民共和国政府建交，7月北京巴拿马—中国贸易发展办事处正式变更为巴拿马驻华大使馆，林锦珍任临时代办。后于2017年至2019年任巴拿马驻华大使馆参赞。

## 生平
林锦珍是第二代华裔巴拿马人，父亲林华康来自广东省中山市南朗镇西江里村，自1978年侨居巴拿马，为巴拿马知名华侨领袖。林锦珍曾在佛罗里达州立大学在当地的一所分校主修外交专科，毕业后进入巴拿马外交部工作，并成为时任巴拿马副总统兼外交部部长胡安·卡洛斯·巴雷拉的助理。2011年，巴雷拉被时任巴拿马总统里卡多·马蒂内利解除外长职务，林锦珍离开外交部赴台湾学习中文。2012年回巴拿马后，在她父亲的公司工作。2014年，巴雷拉当选巴拿马总统，年仅24岁的林锦珍被提名为新政府成员。